# Đèo A Năm
Đèo A Năm là đèo trên Đường Hồ Chí Minh (quốc lộ 14) ở vùng giáp ranh xã A Đớt và A Roàng huyện A Lưới thành phố Huế, Việt Nam .
Đỉnh đèo A Năm ở ranh giới 2 xã, cách Ngã ba A So cỡ 0,5 km về phía đông. Ngã ba là nơi rẽ giữa quốc lộ 14 cũ và Đường Hồ Chí Minh mở năm 2000, từ đó đi tới Hầm đường bộ A Roàng .